# Haplocoelum intermedium
Haplocoelum intermedium là một loài thực vật có hoa trong họ Bồ hòn. Loài này được Hauman mô tả khoa học đầu tiên năm 1958.